# Свято-Косьминская пустынь
Свято-Косьминская пустынь — православный мужской монастырь в деревне Костылёва Верхотурского городского округа Свердловской области, Россия.

## История
Весной 2000 года началось восстановление находящегося в запустении главного храма пустыни. Вокруг будущего храма во имя святого блаженного Косьмы Верхотурского был возведен монастырский комплекс. 26 мая 2003 года храм был освящен во имя святого блаженного Косьмы Верхотурского. Освящение было совершено архиепископом Екатеринбургским и Верхотурским Викентием.
27 мая 2007 года постановлением Священного синода Русской православной церкви на территории монастырского комплекса был открыт мужской монастырь Свято-Косьминская пустынь.
Предание гласит, что Косьма Верхотурский был участником перенесения мощей святого Симеона Верхотурского из села Меркушино в Верхотурье в 1704 году.

Блаженный Косьма, страдавший от болезни ног, изнемогал в пути, и молился Святому: «Брате Симеоне, давай отдохнём»! И сколько Косьма отдыхал, столько и раку с мощами не могли сдвинуть с места.

На месте одной из таких остановок крестного хода, была воздвигнута часовня, а в наше время располагается Свято-Косьминская пустынь.